# Diego Peretti
Diego Aldo Peretti (* 10. února 1963 Buenos Aires, Argentina) je argentinský herec.
Vystudoval psychiatrii a během studia se začal věnovat, coby koníčku, i herectví. Po dokončení školy působil jako psychiatr v nemocnici, zároveň začal v první polovině 90. let 20. století hrát v divadle. V televizi debutoval v roce 1993 a o čtyři roky později, během působení v seriálu Poliladron, se rozhodl věnovat výhradně herecké kariéře. Hlavní role ztvárnil například v seriálech R.R.D.T., Campeones de la vida, Culpables, Los simuladores, Locas de amor, El hombre que volvió de la muerte či En terapia, objevil se také například v seriálu Botines. Ve filmu se poprvé představil roku 1997, hrál například ve filmech Taxi – setkání, ¿Quién dice que es fácil?, Música en espera, En fuera de juego, Rekonstrukce, Wakolda či Re loca. Věnuje se také divadlu. Za své výkony ve filmech La señal a Rekonstrukce získal dvakrát argentinskou filmovou cenu Cóndor de Plata a je rovněž čtyřnásobným držitelem televizní ceny Martína Fierra.